# What If... (musikalbum)
What If... är det amerikanska rockbandet Mr. Bigs sjunde studioalbum, utgivet den 15 december 2010 av Frontiers Records. Albumet producerades av Kevin Shirley och spelades in i Village Recorders i Los Angeles mellan september och oktober 2010. Detta är gruppens första album på över nio år då Actual Size gavs ut 2001, och det första albumet med Paul Gilbert sedan Hey Man som gavs ut 1996.

## Låtlista
Alla låtar är skrivna och komponerade av Mr. Big. 
| Nr           | Titel                     | Längd |
| ------------ | ------------------------- | ----- |
| 1.           | Undertow                  | 4:49  |
| 2.           | American Beauty           | 3:43  |
| 3.           | Stranger in My Life       | 4:25  |
| 4.           | Nobody Left to Blame      | 4:19  |
| 5.           | Still Ain't Enough For Me | 3:02  |
| 6.           | Once Upon a Time          | 4:02  |
| 7.           | As Far As I Can See       | 3:53  |
| 8.           | All the Way Up            | 5:11  |
| 9.           | I Won't Get in My Way     | 4:39  |
| 10.          | Around the World          | 3:49  |
| 11.          | I Get the Feeling         | 4:32  |
| 12.          | Unforgiven (bonus track)  | 4:15  |
| Total längd: | Total längd:              | 38:08 |

## Medverkande
| Mr. Big - Eric Martin – sång - Billy Sheehan – bas, kör - Paul Gilbert – gitarr, kör - Pat Torpey – trummor, kör | Produktion - Kevin Shirley – producent, mixning - Vanessa Parr – inspelningstekniker - Jared Kvitka – inspelningstekniker - Steve Hall – mastering | Omslag - William Hames – foton - Larry Freemantle – omslag |

## Listplaceringar och certifikat
| Land      | Topplacering | Ref   |
| --------- | ------------ | ----- |
| Frankrike | 171          | [ 1 ] |
| Italien   | 71           | [ 2 ] |
| Schweiz   | 36           | [ 2 ] |
| Tyskland  | 50           | [ 2 ] |
| Österrike | 71           | [ 2 ] |

## Utgivningsdatum
| Datum            | Område   |
| ---------------- | -------- |
| 15 december 2010 | Japan    |
| 21 januari 2011  | Europa   |
| 8 februari 2011  | USA      |
| 18 februari 2011 | Korea    |
| 18 mars 2011     | Hongkong |